# Купеле (Ђурђу)
Купеле (рум. Cupele) насеље је у Румунији у округу Ђурђу у општини Ванаториј Мичи. Oпштина се налази на надморској висини од 121 m.

## Становништво
Према подацима из 2002. године у насељу је живело 495 становника, од којих су сви румунске националности.